# パサデナ (軽巡洋艦)
パサデナ (USS Pasadena, CL-65) は、アメリカ海軍の軽巡洋艦。クリーブランド級軽巡洋艦の9番艦。艦名はカリフォルニア州パサデナに因む。その名を持つ艦としては2隻目。

## 艦歴
「パサデナ」は1943年2月6日にマサチューセッツ州クインシーのベスレヘム・スチール社で起工し、1943年12月28日にC. G. ウォップシャル夫人によって進水、1944年6月8日にリチャード・B・タグル艦長の指揮下就役する。
「パサデナ」はマリアナ諸島侵攻作戦直前に就役し、1944年の夏は整調訓練に従事、9月25日に太平洋に向けて出航する。11月3日に日付変更線を横断し、月の中頃にウルシー環礁で第38任務部隊に合流する。同年の残りはフィリピン攻略戦支援のためのルソン島、台湾への攻撃に参加する。ルソン島への攻撃を継続し1945年1月中旬に部隊は南シナ海へ向かい、日本軍施設及び艦艇への攻撃をインドシナ沿岸、台湾で行う。第58任務部隊と改称された艦隊は2月に日本本土攻撃に向かい、その後南東へ方向転換し硫黄島上陸部隊の支援を行う。「パサデナ」は艦砲射撃と偵察巡航を行った。
ウルシー環礁で補給を受けた後、3月中旬にアイスバーグ作戦のため配置換えが行われる。「パサデナ」は第17巡洋艦部隊の旗艦となり、3月28日と5月10日に南大東島への艦砲射撃、4月1日と5月30日に沖縄及び九州への日本軍拠点へ攻撃を行った。
6月にウルシー泊地、レイテ島で短期間休養した後、部隊はレイテ湾で日本本土に対する最終攻撃のため再配置が行われ、7月半ばから8月まで関東平野、本州北部、北海道の軍需施設へ攻撃を行う。8月15日に日本は降伏した。
太平洋での戦闘が終了すると、「パサデナ」は占領任務に従事する。8月23日に第35.1任務群の旗艦となり、27日に相模湾に停泊、9月1日に東京湾に入港し翌日降伏文書調印式典に参加する。その後1946年1月中旬まで東京湾に留まり、占領部隊の支援を行う。1月19日に帰路に就き、サンペドロでオーバーホールを行う。オーバーホール後は訓練及び作戦活動に従事し、9月に再び極東へ展開する。1946年11月から1947年2月までミクロネシアでの訓練に参加し、引き続いてハワイ水域で艦隊演習の後カリフォルニア州に帰還する。翌年は局地的な訓練を行い、夏には海軍予備役士官訓練部隊の訓練巡航に従事する。10月1日に再び極東に向かい、同月末に青島に到着、1949年5月まで中国沿岸で活動する。6月1日にカリフォルニアに帰還し、その夏は訓練に従事し9月12日にロングビーチからブレマートンに向けて出航、不活性化を行う。1950年1月12日に退役した。
「パサデナ」は第二次世界大戦中の戦功で5つの従軍星章を受章した。